# Hubert Cazin

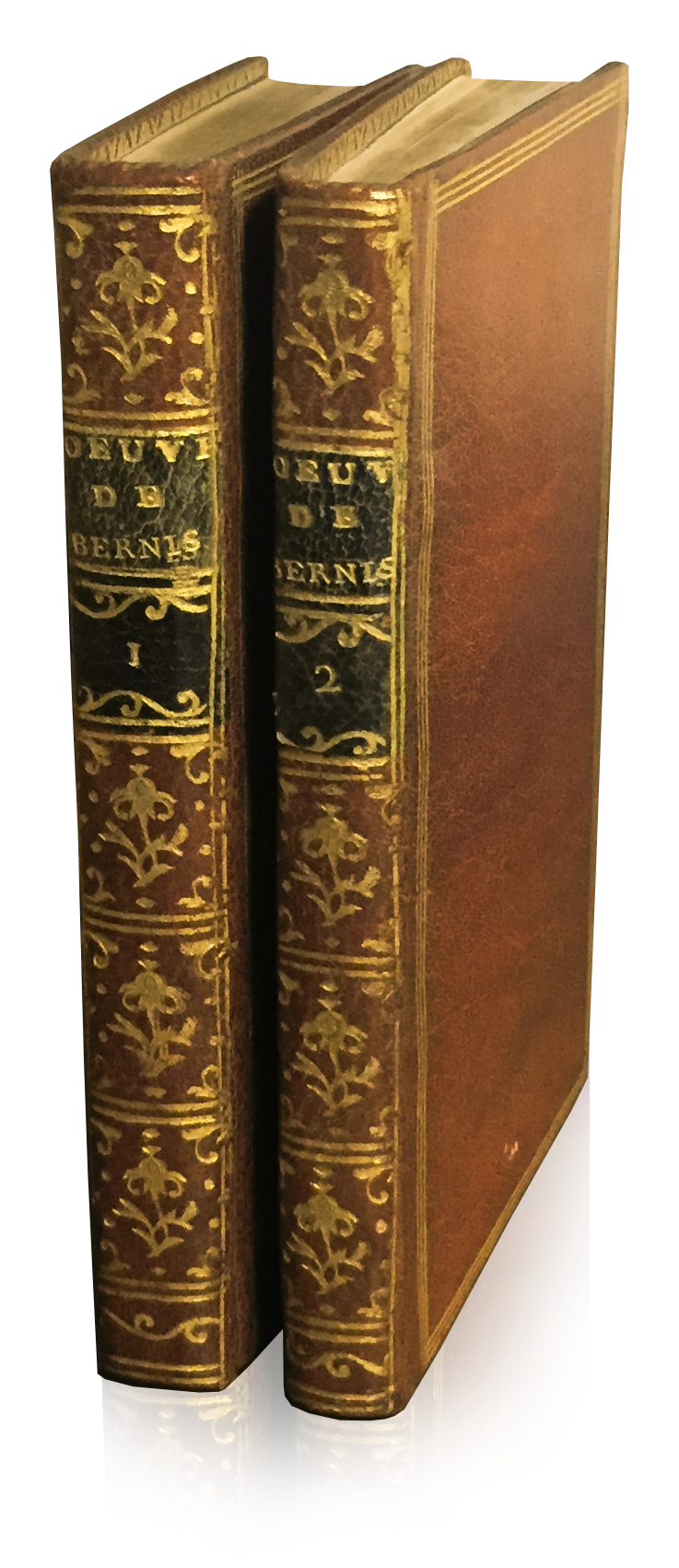
Esemplare di edizione Cazin

Hubert-Martin Cazin (Reims, 22 maggio 1724 – Parigi, 7 ottobre 1795) è stato un editore e libraio francese ricordato per l'eccellente fattura delle sue edizioni di libri in piccolo formato, simili a miniature, dette oggi "Cazin", e per una vasta produzione di libri proibiti, sovente erotici, che gli valsero il ritiro della sua licenza di libraio e un soggiorno alla Bastille.

## Biografia
Hubert Cazin nacque a Reims il 22 maggio 1724 da Jacques Cazin, sindaco della comunità dei librai ed editori della città, e da Thérèse-Martine Noël. 
Fu per la prima volta destituito dalla carica di libraio dopo aver rivenduto dei libri forniti dai fratelli Cramer di Ginevra nel 1758.
Riottenne facilmente la sua carica grazie al fratellastro Nicolas Gerbault, procuratore ducale.
Nel 1764 venne multato di 3.000 livree (circa 30.000€) e nuovamente destituito a seguito di una perquisizione in cui furono trovati dei libri proibiti. Tre anni dopo, riottenuta la carica, continuò il suo lucroso traffico di libri proibiti finché nel 1776 non venne arrestato e incarcerato alla Bastiglia. Nel 1777 riprese la sua attività investendo più di 60.000 livree (600.000€ circa) nella ricerca di nuovi fornitori e nella corruzione di diverse autorità di controllo.
Il 5 ottobre 1795, mentre si trovava in un café di Rue Dauphin a Parigi, uno dei proiettili d'un colpo a mitraglia sparato da un cannone della guardia di Napoleone per reprimere il colpo di stato monarchico, lo colpì allo stomaco lasciandolo agonizzante per due giorni. Spirò il 7 ottobre 1795.

## Cazinofilia
Cazin fu l'inventore di eleganti edizioni di piccolo formato in-18° e in-24°, rilegate in marocchino decorato o pelle marmorizzata, arricchite da incisioni xilografiche, molto ricercate a partire dalla morte dell'editore tanto da dar origine a contraffazioni. Si calcola che i Cazin autentici, suddivisi in alcune collane, siano in tutto 437. Soprattutto nel cinquantennio fra il 1825 e il 1875 si diffusero i collezionisti delle edizioni di Hubert-Martin Cazin, detti "Cazinofili".